# Lex Mullink
Alex Gerhard »Lex« Mullink, nizozemski veslač, * 19. december 1944, Almelo.
Mullink je za Nizozemsko nastopil na Poletnih olimpijskih igrah 1964 v Tokiu, kjer je v četvercu s krmarjem osvojil bronasto medaljo.